# Ахмерова, Лейла Бегнязовна
Ле́йла Бегня́зовна Ахмерова (1 мая 1957) — советская хоккеистка (хоккей на траве), полевой игрок. Бронзовый призёр летних Олимпийских игр 1980 года.

## Биография
Лейла Ахмерова родилась 1 мая 1957 года.
Окончила Ташкентский педагогический институт иностранных языков.
Играла в хоккей на траве за «Андижанку», в составе которой трижды выигрывала чемпионат СССР (1979—1980, 1986).
Входила в первый в истории состав женской сборной СССР, собранный в декабре 1977 года. 
В 1980 году вошла в состав женской сборной СССР по хоккею на траве на летних Олимпийских играх в Москве и завоевала бронзовую медаль. Играла в поле, провела 1 матч, мячей не забивала.
В 1981 году стала бронзовым призёром чемпионата мира в Буэнос-Айресе.
Мастер спорта международного класса.